# Eli Lilly and Company
Eli Lilly er en verdensomspændende medicinalvirksomhed, som blev grundlagt i 1876 af farmaceuten Eli Lilly. Virksomheden har hovedkvarter i Indianapolis, USA. På verdensplan er Eli Lilly blandt de ti største medicinalfirmaer med ca. 45.000 medarbejdere i hele verden.
Eli Lilly har udviklet lægemidler indenfor flere sygdomsområder som f.eks. diabetes, depression, skizofreni, knogleskørhed, ADHD, erektil dysfunktion og cancer.
Virksomheden er kendt for deres depressionsmedicin Prozac (fluoxetin) (1986), Cymbalta (duloxetin) (2004) og antipsykotikum Zyprexa (olanzapin) (1996). Firmaets primære indtægtskilde er diabetes-medicinen Humalog (insulin lispro) (1996) og Trulicity (dulaglutid) (2014). I nyere tid har de haft succes med deres fedmemedicin tirzepatide, der markedsføres under navnet Zepbound, der er en konkurrent til Novo Nordisks wegovy.